# Lippiano
Lippiano è una frazione del comune di Monte Santa Maria Tiberina.
Il paese si trova ad un'altezza di 401 m s.l.m. ed è popolato da 126 abitanti.
Il castello di Lippiano è noto alle cronache sin dal 1195. Da oltre 20 anni vi si tiene una gara ciclistica per la categoria Elite Under 23 noto come Trofeo Tosco Umbro-Trofeo Gabriele-Memorial Fiordelli.